# Howard Darrin
Howard Darrin (1897-1982) est un designer et carrossier automobile américain.

## Histoire
Howard Darrin nait en 1897 à Cranford dans le New Jersey, surnommé Howard « Dutch » Darrin à cause de ses origines néerlandaises. Il est pilote d'avion en France au cours des dernières années de la Première Guerre mondiale, avant de rencontrer son compatriote Thomas Hibbard vers 1922, avec qui il commence sa carrière de designer chez Brewster & Co. (en) de New York, en travaillant entre autres pour LeBaron Incorporated (en). Les deux associés fondent ensuite leur propre bureau d'étude de design automobile « Hibbard & Darrin (en) » à Puteaux près de Paris, pour créer avec succès des carrosseries personnalisées pour des marques automobiles européennes de prestige de l'époque,

Quelques carrosseries d'Howard Darrin
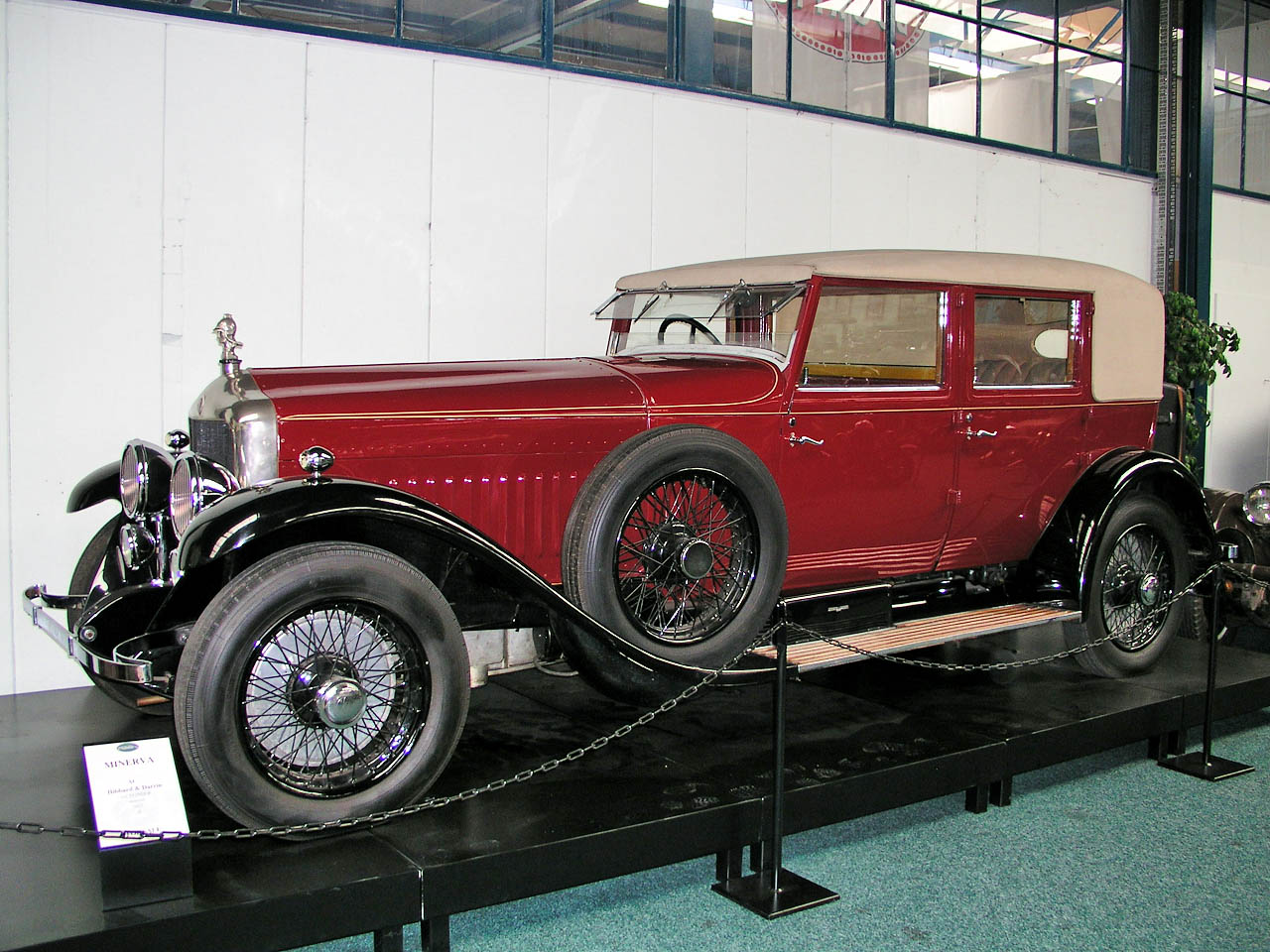
Minerva AC Hibbard & Darrin (1928)
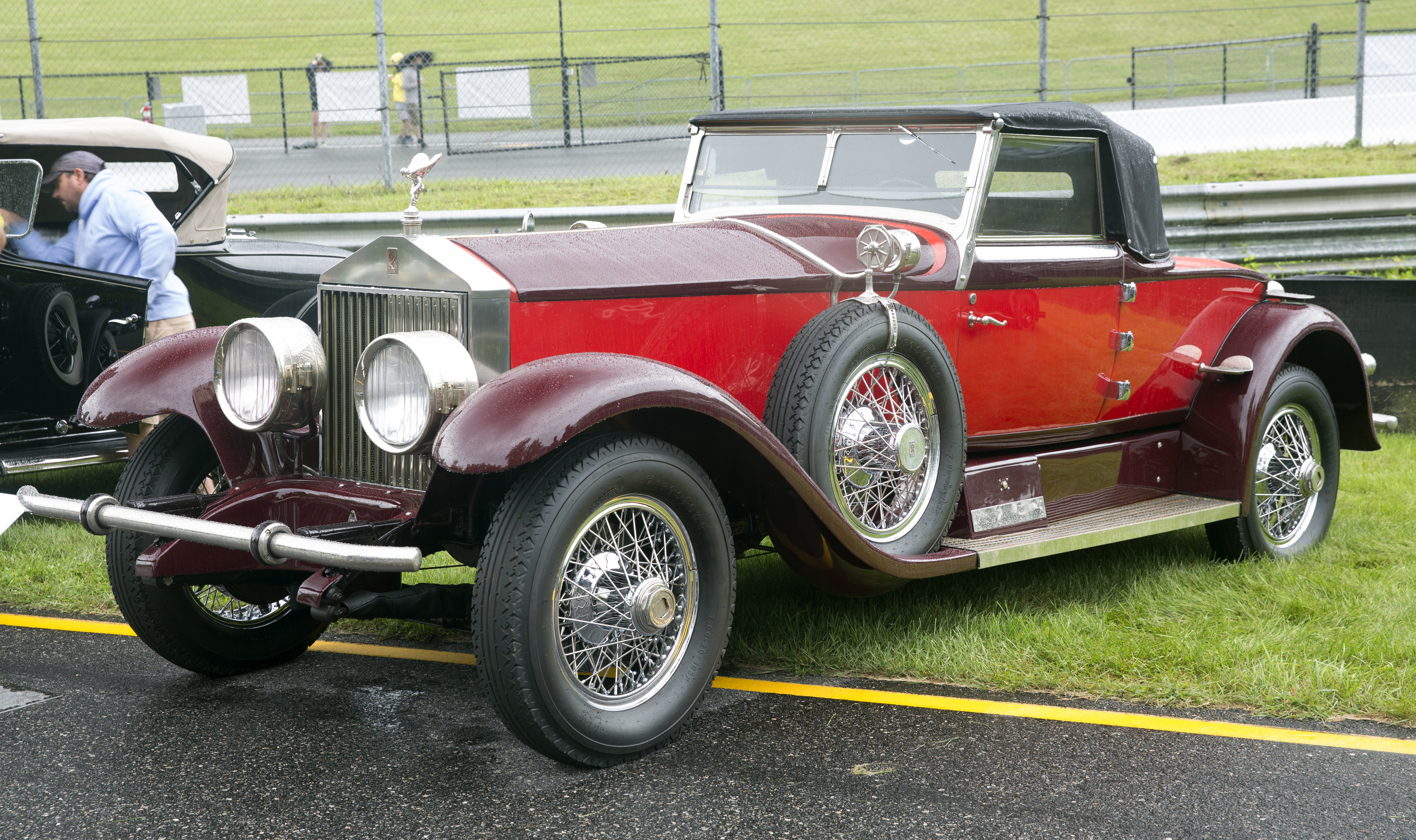
Rolls-Royce Phantom I Springfield by Hibbard & Darrin (1928)

Ils font faillite avec la crise de 1929. Hibbard travail alors pour General Motors, et Darin s'associe un temps avec « Carrossier Fernandez & Darrin » avant de retourner s'installer en 1937 sur Sunset Boulevard à Hollywood en Californie, sous le nom de Darrin of Paris (en), pour concevoir des carrosseries automobiles américaines de luxe, pour les stars d'Hollywood de l'époque, jusqu'en 1957,,,. 

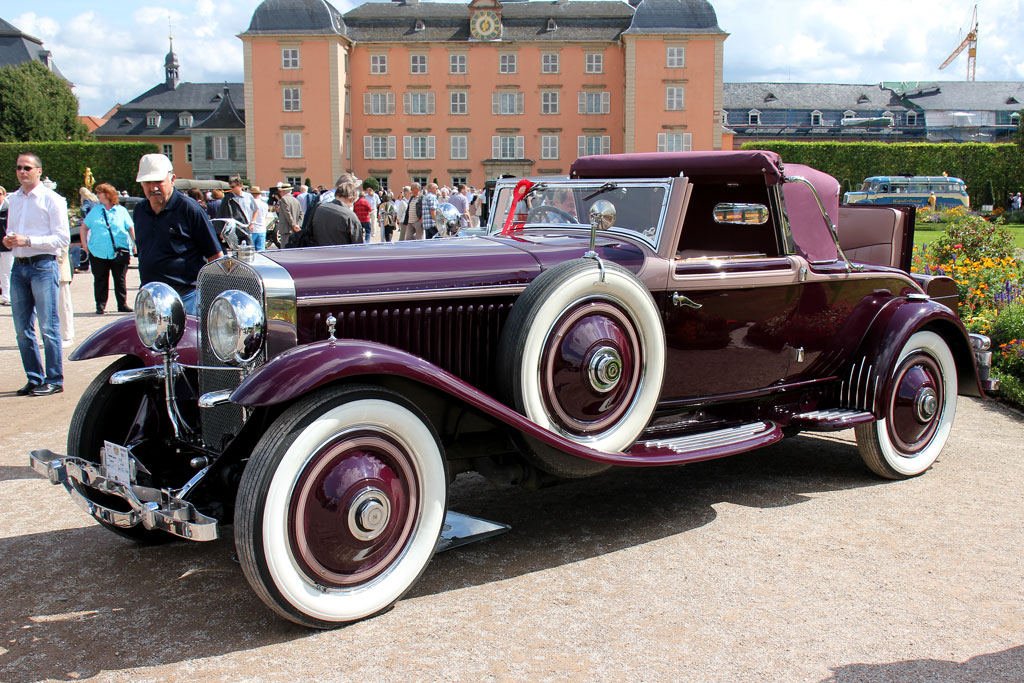
Hispano-Suiza H6B Hibbard & Darrin Milord cabriolet (1928)
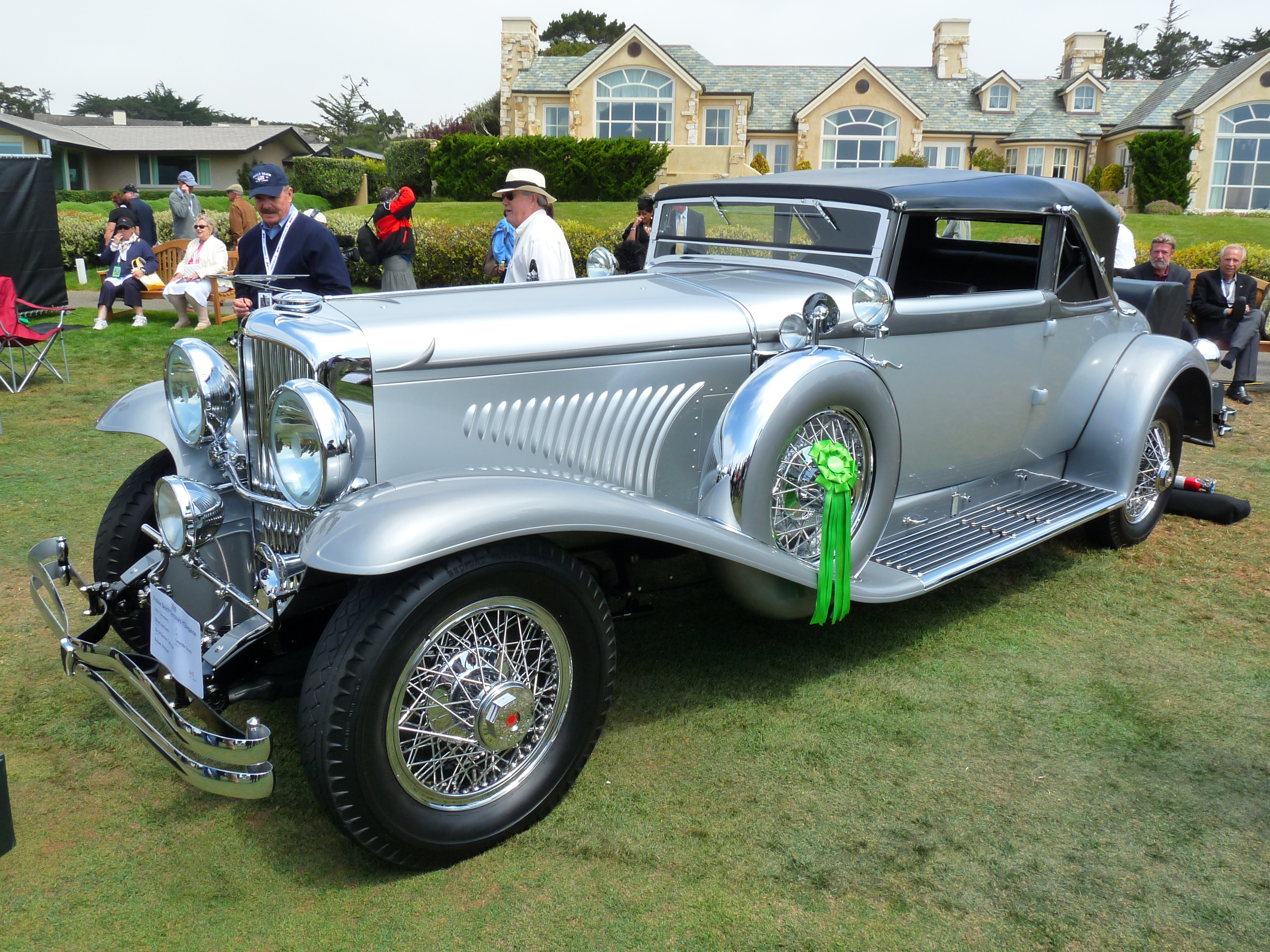
Duesenberg J by Hibbard & Darrin (1930)
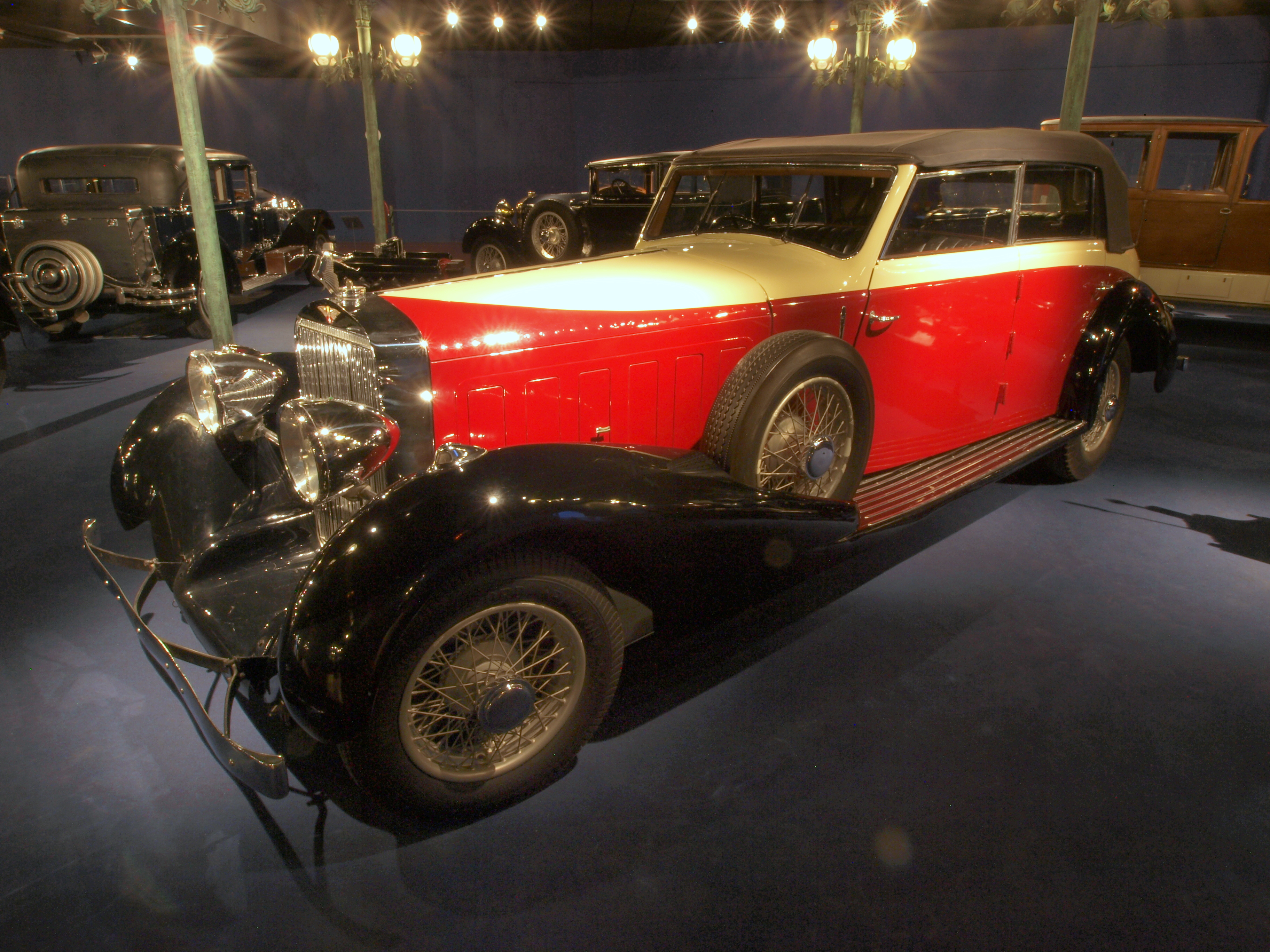
Hispano-Suiza J12 Fernandez & Darrin cabriolet (1933)
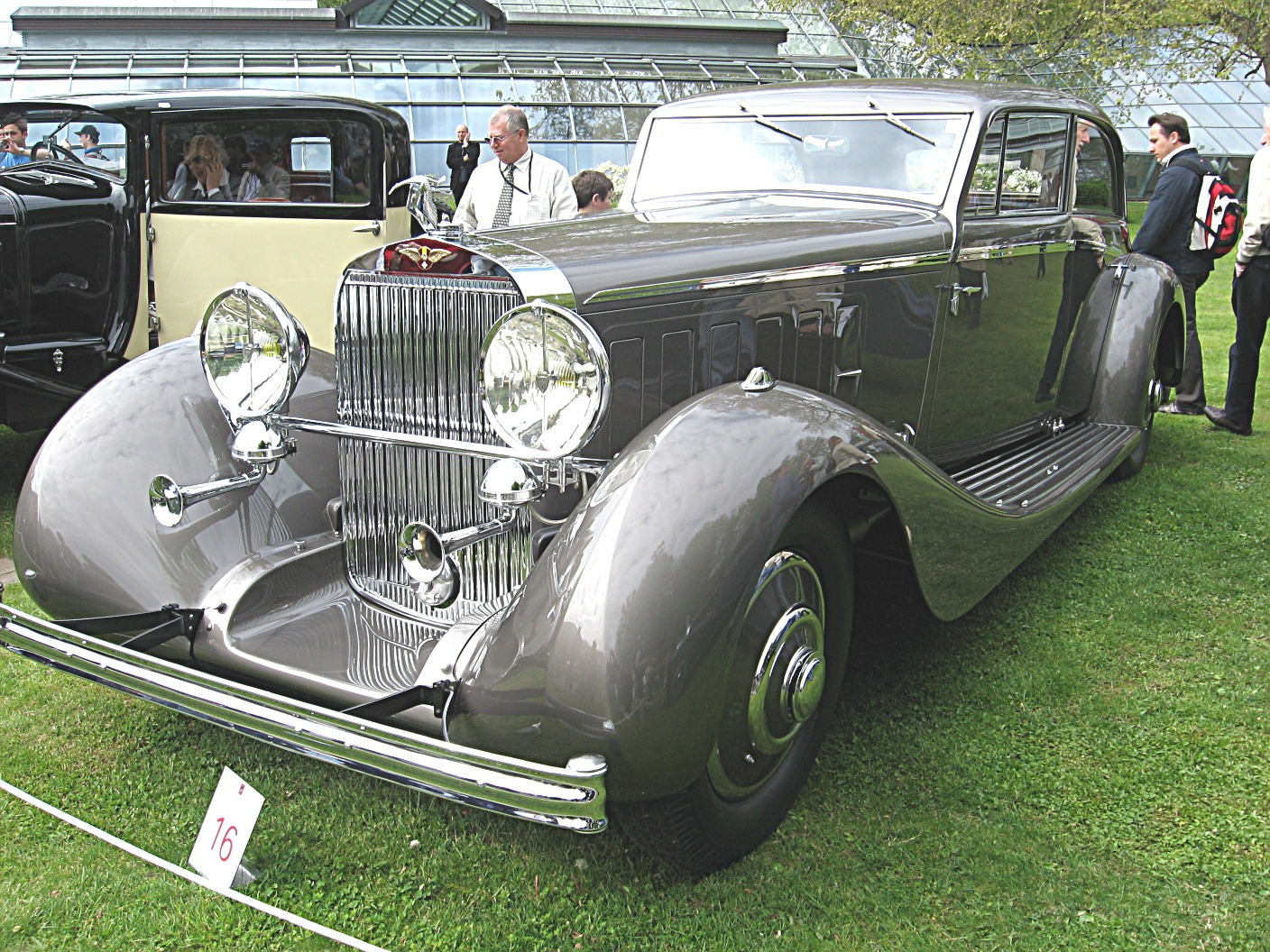
Hispano-Suiza J12 Fernandez & Darrin (1936)

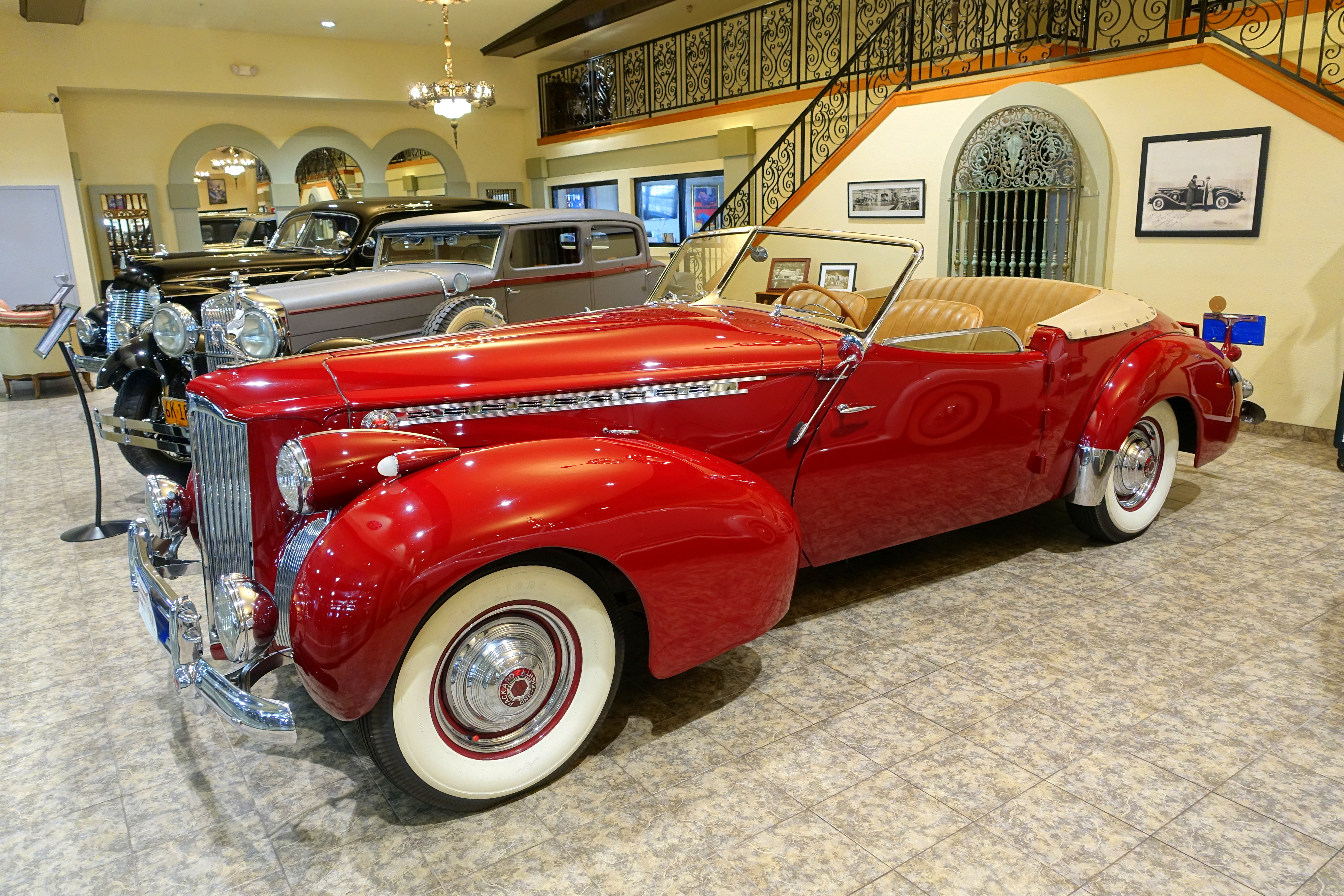
Packard Darrin Victoria Series 180 cabriolet (1940)
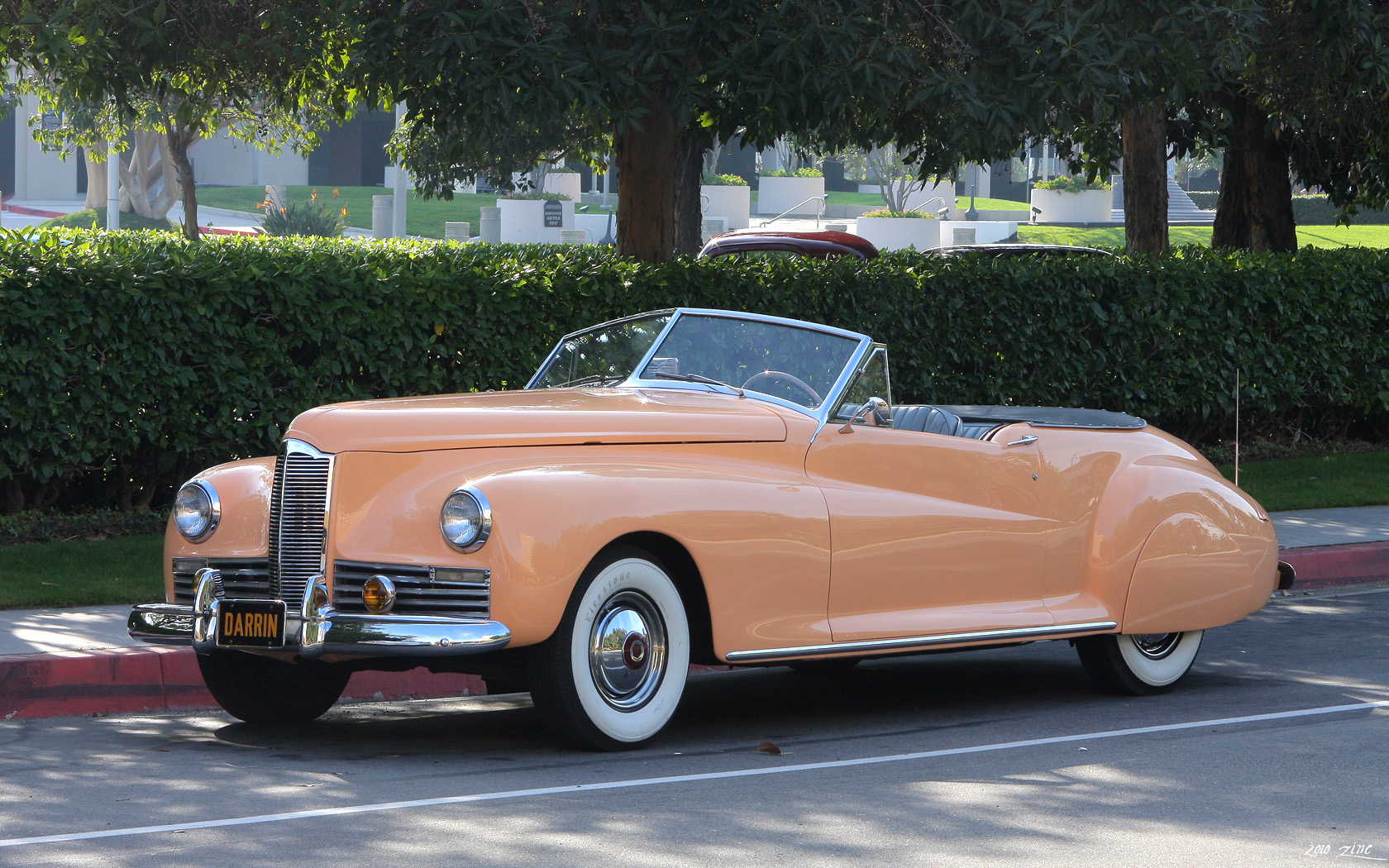
Packard Clipper Darin cabriolet (1941)
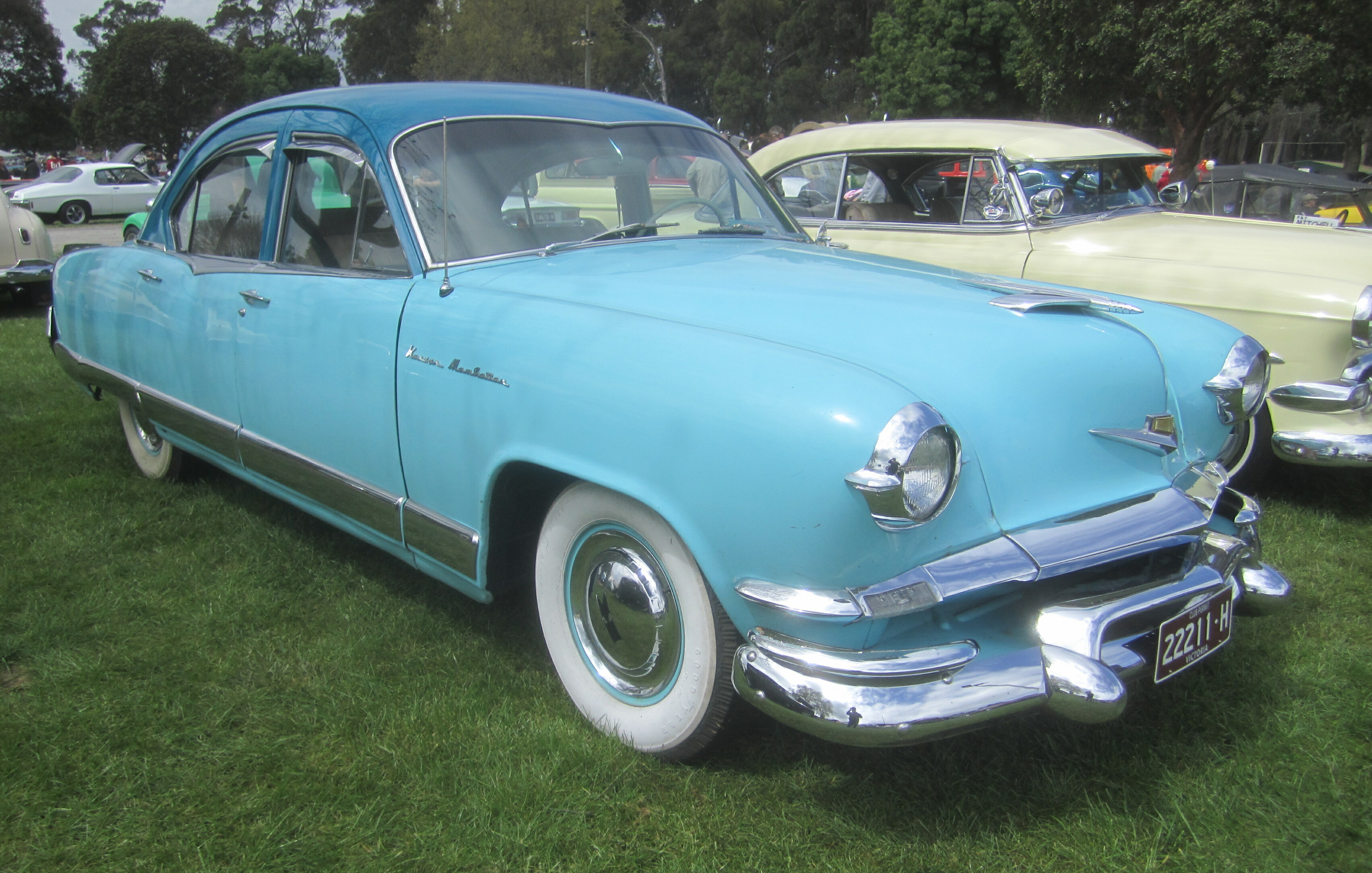
Kaiser Special (de) Manhattan Sedan (1953)
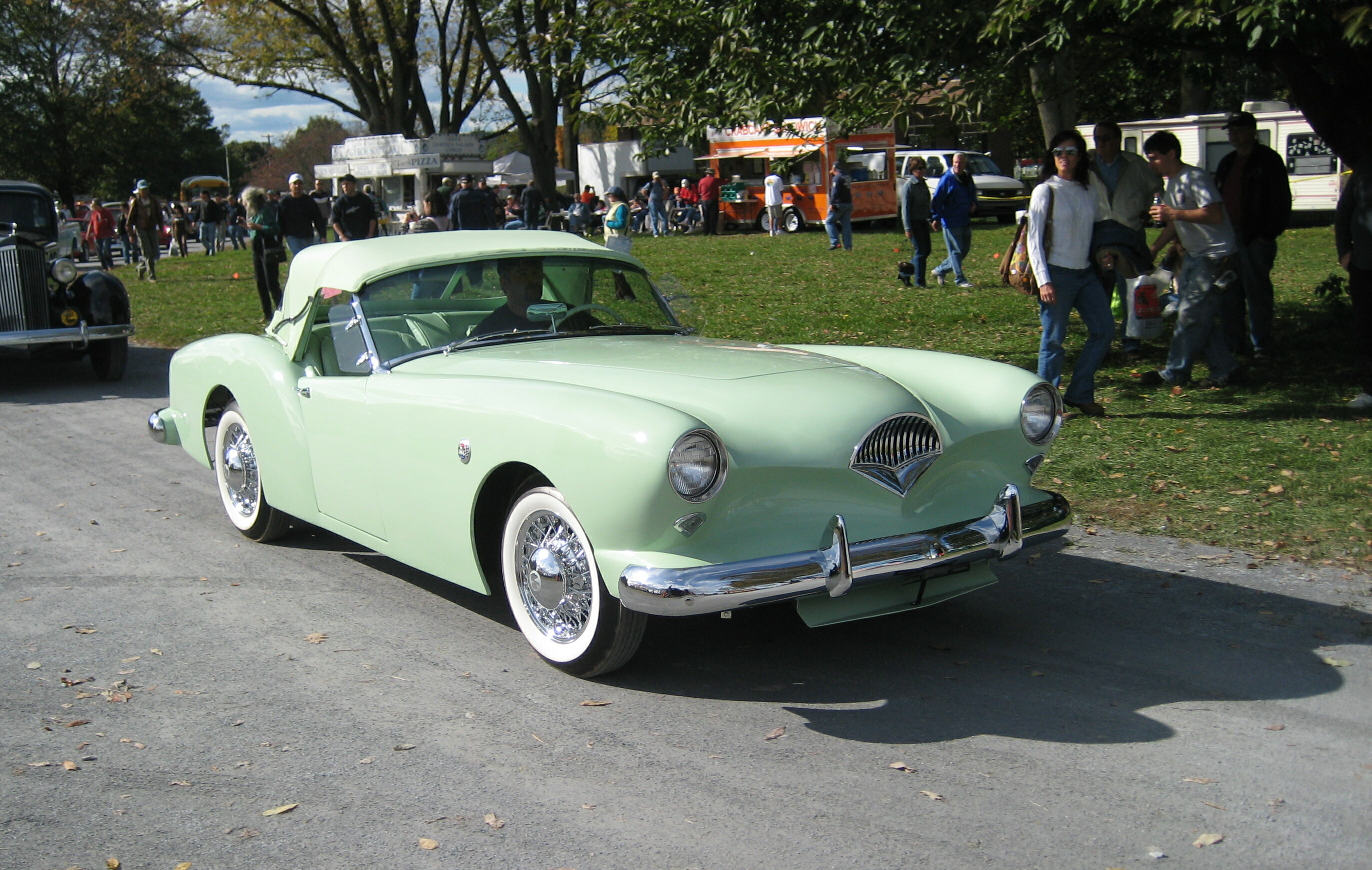
Kaiser Darrin (1953)

## Entreprises Darrin
- Brewster & Co. (en) (New York)
- Hibbard & Darrin (en) (Paris)
- Carrossier Fernandez & Darrin (Paris)
- Darrin of Paris (en) (Los Angeles)
- Darrin Automotive Design (en) (1946-1957)